# Алипий (епископ Византийский)
Епископ Али́пий или Оли́мпий (греч. Επίσκοπος Αλύπιος или греч. Ολύμπιος, умер в 169) — епископ Византийский во второй половине второго века нашей эры.
Дата начала его епископата достоверно не известна, но скорее всего где-то между 166 и 197 годами. Кроме того точно не известна продолжительность его пребывания на престоле, некоторыми источниками указывается срок в тринадцать лет, но на сегодняшний день принята точка зрения церковных историков Мануила Гедеона и Хризостома Пападопулоса, полагавших, что правление Алипия составляет три года (166 — 169).
Сменил епископа Лаврентия, преемником же его был Пертинакс.